# Acosmium
Acosmium je biljni rod iz porodice mahunarki. Postojalo je desetak priznatih vrsta na istoku i jugu Brazila i Boliviji., ali je većina premještena u rod Leptolobium i po jedna u Guianodendron,  Haematoxylum i Tachigali.

## Vrste
Danas se 4 vrste uključuju u ovaj rod:
1. Acosmium cardenasii H.S.Irwin & Arroyo
2. Acosmium diffusissimum (Mohlenbr.) Yakovlev
3. Acosmium lentiscifolium Schott
4. Acosmium tomentellum (Mohlenbr.) Yakovlev

## Sinonimi
1. Acosmium bijugum (Vogel) Yakovlev  sinonim za Leptolobium bijugum Vogel
2. Acosmium brachystachyum (Benth.) Yakovlev sinonim za  Leptolobium brachystachyum (Benth.) Sch.Rodr. & A.M.G.Azevedo
3. Acosmium dasycarpum (Vogel) Yakovlev sinonim za  Leptolobium dasycarpum Vogel
4. Acosmium fallax (Taub.) Yakovlev sinonim za   Acosmium lentiscifolium Schott
5. Acosmium glaziovianum (Harms) Yakovlev sinonim za  Leptolobium glaziovianum (Harms) Sch.Rodr. & A.M.G.Azevedo
6. Acosmium mohlenbrockii Yakovlev sinonim za   Tachigali aurea Tul.
7. Acosmium nitens (Vogel) Yakovlev sinonim za  Leptolobium nitens Vogel
8. Acosmium panamense (Benth.) Yakovlev  sinonim za   Leptolobium panamense (Benth.) Sch.Rodr. & A.M.G.Azevedo
9. Acosmium parvifolium (Harms) Yakovlev sinonim za   Leptolobium parvifolium (Harms) Sch.Rodr. & A.M.G.Azevedo
10. Acosmium praeclarum (Sandwith) Yakovlev sinonim za  Guianodendron praeclarum (Sandwith) Sch.Rodr. & A.M.G.Azevedo
11. Acosmium stirtonii Aymard & V.González sinonim za   Leptolobium stirtonii (Aymard & V.González) Sch.Rodr. & A.M.G.Azevedo
12. Acosmium subelegans (Mohlenbr.) Yakovlev sinonim za  Leptolobium elegans Vogel
13. Acosmium tenuifolium (Vogel) Yakovlev  sinonim za   Leptolobium tenuifolium Vogel
14. Acosmium trichonema Rizzini sinonim za   Haematoxylum campechianum L.